# Ruta 141 (Costa Rica)
La Ruta 141, oficialmente Ruta Nacional Secundaria 141, es una ruta nacional de Costa Rica ubicada en la provincia de Alajuela.

## Descripción
En la provincia de Alajuela, la ruta atraviesa el cantón de Naranjo (los distritos de Naranjo, San Miguel, San José, Cirrí Sur, San Juan), el cantón de San Carlos (los distritos de  Quesada,  Florencia,  Buenavista,  La Fortuna,  La Tigra), el cantón de Zarcero (los distritos de Zarcero, Laguna, Tapesco, Zapote, Brisas).